# Anel Selimoski
Anel Selimoski (* 26. Dezember 2001 in Bitola) ist ein nordmazedonischer Fußballspieler.

## Karriere
Selimoski begann seine Karriere beim SC Columbia Floridsdorf. Zur Saison 2015/16 wechselte er in die Jugend des Floridsdorfer AC. Zur Saison 2018/19 schloss er sich dem viertklassigen FV Wien Floridsdorf an. Für Wien Floridsdorf kam er zu 13 Einsätzen in der Wiener Stadtliga, aus der er mit dem Klub zu Saisonende jedoch abstieg. Zur Saison 2019/20 kehrte er wieder zum FAC zurück, wo er Teil der fünftklassigen Amateure wurde. Für diese kam er in zweieinhalb Jahren zu 26 Einsätzen in der 2. Landesliga.
Im Januar 2022 wechselte Selimoski zum Zweitligisten Kapfenberger SV, bei dem er einen bis Dezember 2022 laufenden Vertrag erhielt. Sein Debüt in der 2. Liga gab er im März 2022, als er am 18. Spieltag der Saison 2021/22 gegen den Floridsdorfer AC in der 77. Minute für Dardan Shabanhaxhaj eingewechselt wurde. Insgesamt kam er zu neun Zweitligaeinsätzen, ehe er Kapfenberg nach der Saison 2022/23 verließ. Letztendlich blieb er aber doch in Kapfenberg und spielte ab September 2023 wieder für die Amateure.
Zur Saison 2024/25 wechselte Selimoski innerhalb der 2. Liga zum SV Stripfing. Für Stripfing kam er aber nie zum Einsatz, nach der Saison 2024/25 verließ er den Verein wieder.